# The Edge (gitarist)
David Howell Evans (Barking, 8 augustus 1961) is de gitarist van de Ierse band U2, en is beter bekend onder zijn alias The Edge. Naast zijn optredens met U2, speelt hij ook mee op opnames van artiesten als Johnny Cash, B.B. King, Tina Turner en Ron Wood. Evans' bijnaam is The Edge. Deze naam is gebaseerd op de vorm van zijn neus. Naar verluidt heeft The Edge meer dan 200 gitaren in zijn studio.
David Evans wordt geboren in het Barking Maternity Hospital in Essex in het oosten van Londen, als zoon van Garvin en Gwenda Evans die afkomstig zijn uit het plaatsje Llanelli in Wales. Op tweejarige leeftijd (of eenjarige) verhuist hij met zijn ouders en oudere broer Dik Evans naar Dublin. In Dublin krijgt hij een jonger zusje, Gil (of Jill). Al op jonge leeftijd krijgt hij piano- en gitaarles, en treedt hij op met zijn broer. Rond zijn 13de levensjaar, wanneer hij de bijnaam The Edge krijgt van zijn vrienden, doet hij zijn eerste optredentje als gitarist met Bono, Adam, Larry en Dick, onder de bandnaam Feedback. In 1978 wordt hij de gitarist en toetsenist van U2. Drie jaar later overweegt hij serieus om de groep te verlaten, omdat hij het idee heeft dat het zitten in een rockband conflicteert met zijn geloof.
Op 12 juli 1983 trouwt David Evans met zijn middelbare schoolvriendin Aislinn O'Sullivan. Samen krijgen ze drie dochters (Hollee (1985), Arran (1986) en Blue Angel (1989), maar het echtpaar gaat rond 1991 uit elkaar. De officiële scheiding vindt plaats in 1996. In de wandelgangen wordt wel gezegd dat veel van de songteksten die Bono schreef voor het U2-album Achtung Baby, beïnvloed waren door de scheiding. Tijdens de ZooTV-tour ontmoet David Evans de Amerikaanse danseres Morleigh Steinberg, en enkele jaren later, op 4 oktober 1997 wordt Evans voor de vierde keer vader van een dochter, Sian. Moeder Morleigh schenkt David Evans twee jaar later ook een zoon, Levi. Op 18 juni 2002 treedt hij met Morleigh in het huwelijk. Saillant detail: Morleigh zou een van de buikdanseressen zijn die te zien zijn in de U2-videoclip Numb uit 1993.
The Edge werd al op jonge leeftijd kaal en draagt sinds midden jaren 80 hoeden en mutsen. Alleen in de periode tussen het Pavarotti And Friends concert uit 1995 en de videoclip van Discothèque uit 1997 is hij te zien zonder hoofddeksel.
In 1986 verschijnt de soundtrack van de film Captive bij Virgin. De soundtrack is de enige door The Edge opgenomen plaat onder zijn naam. Op deze soundtrack is ook het debuut van Sinéad O'Connor te horen (Heroine). Larry Mullen Jr van U2 drumt mee op deze plaat.
In 2025 kreeg Evans de Ierse nationaliteit.

## Geluid
The Edge is een gitarist met een herkenbaar geluid. Dit komt doordat hij veel gebruik maakt van delay-apparatuur (elektronische echo's) waarbij hij zijn heldere gitaargeluid ritmisch en duidelijk hoorbaar, vaak in gepunteerde achtsten laat echoën. Hoewel hij veel verschillende gitaren gebruikt, blijft zijn sound toch zeer herkenbaar. Een aantal apparaten zijn daarvoor onmisbaar. Zo is er de Vox AC30 met top-boost circuit, de gitaarversterker waarop hij het merendeel van zijn partijen speelt. De Korg SDD-3000 is een vroege digitale delay-processor in rackformaat uit 1983. De ingang van deze processor bestaat uit een analoog opamp circuit dat enigszins te oversturen is, wat resulteert in een "transparant, maar bijtend geluid". Deze sound, al dan niet gecombineerd met de typische digitale delays uit hetzelfde apparaat, is typerend voor zijn stijl. Ook de BOSS FA-1 Fet Preamp, een kleine cleane gitaar-voorversterker uit de jaren 70 die origineel bedoeld was om aan een broekriem te klemmen, is al lange tijd een vast onderdeel van zijn geluid. Verder heeft hij een groot aantal andere effecten en versterkers die zo nu en dan worden gebruikt. Maar de genoemde drie apparaten gebruikt hij veelvuldig.
Naast de Vox AC30 heeft The Edge een (tweed) 57 Fender Deluxe. Deze versterker gebruikt hij voor de warmere, dikkere sound, zoals die in onder andere Vertigo en Elevation te horen is. Fender heeft in 2016 een reproductie met modificaties naar the Edge's wensen uitgebracht. Samen met deze signature versterker werd ook een The Edge signature Stratocaster op de markt gebracht. Korg heeft in samenwerking met The Edge's gitaartechnicus Dallas Schoo in 2014 een pedaaluitvoering van de SDD-3000, met daarin nog zeven extra delay-algoritmes, uitgebracht.
De plectra die The Edge gebruikt zijn Herdims van het type Nylon Blue met een gladde punt en ribbels waar deze door de meeste gitaristen wordt vastgehouden. Hij heeft die vaak ongeveer 90 graden gedraaid in zijn hand waardoor hij de snaren met de rondere, geribbelde zijkant in plaats van met de punt raakt. Hierdoor krijgen noten bij de aanzet een (zeer) kort schraapgeluid.

## Discografie

### Singles
| Single met eventuele hitnotering(en) in de Nederlandse Top 40 | Datum van verschijnen | Datum van binnenkomst | Hoogste positie | Aantal weken | Opmerkingen                            |
| ------------------------------------------------------------- | --------------------- | --------------------- | --------------- | ------------ | -------------------------------------- |
| We Are the People                                             | 2021                  | 22-05-2021            | 2               | 8            | met Martin Garrix & Bono / Alarmschijf |

| Single met hitnotering(en) in de Vlaamse Ultratop 50 | Datum van verschijnen | Datum van binnenkomst | Hoogste positie | Aantal weken | Opmerkingen               |
| ---------------------------------------------------- | --------------------- | --------------------- | --------------- | ------------ | ------------------------- |
| Stranded (Haiti Mon Amour)                           | 2010                  | 30-01-2010            | 39              | 2            | met Jay-Z, Bono & Rihanna |
| We Are the People                                    | 2021                  | 22-05-2021            | 6               | 16           | met Martin Garrix & Bono  |

- Bibsys: 6029601
- Bibliothèque nationale de France: cb138935885 (data)
- Gemeinsame Normdatei: 134598105
- International Standard Name Identifier: 0000 0001 1476 9951
- Library of Congress Control Number: no97040280
- MusicBrainz: a94e530f-4e9f-40e6-b44b-ebec06f7900e
- Nationale Bibliotheek van Tsjechië: ola2002152369
- Nationale Bibliotheek van Israël: 987007407866005171
- Nationale en Universitaire bibliotheek Zagreb: 000441991
- Nederlandse Thesaurus van Auteursnamen: 071855068
- LIBRIS: 50612
- SNAC: w6p11ncj
- Système universitaire de documentation: 119836459
- Virtual International Authority File: 87558772
- WorldCat: E39PBJfh4ppqmrbmVDc696qvpP

Bono · The Edge · Adam Clayton · Larry Mullen jr.